# Henri Rougier
Henri Rougier (ur. 28 października 1876 roku w Marsylii, zm. 22 lipca 1956 roku w Marsylii,) – francuski kierowca wyścigowy, pilot, rowerzysta i przedsiębiorca. Kawaler orderu Legii Honorowej, a także odznaczony Krzyżem Wojennym oraz Medalem lotniczym.

## Kariera
Rougier był głównym dealerem samochodów Turcat-Méry i właśnie samochodów tego producenta używał w wyścigach samochodowych. Był to sposób na rozwój techniczny konstrukcji, a także na rozreklamowanie marki. W 1903 roku Francuz ukończył na jedenastej pozycji Wyścig Paryż-Madryt, a w klasie samochodów ciężkich był dziewiąty. 17 czerwca 1904 roku w Pucharze Gordona Bennetta dojechał do mety jako trzeci na trasie w górach Taunus. W wyścigu Circuit des Ardennes, organizowanym we francuskiej miejscowości Bastogne Rougier korzystał z samochodu Lorraine-Dietrich. W 1906 roku stanął na najniższym stopniu podium. Wielokrotnie Francuz startował w Grand Prix Francji, jednak w latach 1906-1908 oraz 1923 nie osiągał linii mety. W 1911 roku zorganizowano pierwszy w historii Rajd Monte Carlo. Rajd ten polegał na dotarciu do Monako z wybranego przez siebie (i zaakceptowanego przez organizatorów) miejsca. Rougier był jednym z kierowców, którzy wyruszyli z Paryża. Prócz szybkości dotarcia do celu, oceniana była także jazda, wygląd samochodu, komfort jazdy i stan techniczny pojazdu po przechaniu długiej drogi. Zwycięzcą został ogłoszony Francuz. 
Poza wyścigami samochodowymi, Rougier zajmował się także lotami samolotowymi. Brał udział w wielu zawodach na odległość, prędkość i wysokość lotu. We wrześniu 1909 roku w Berlinie zdobył nagrody za wysokość i odległość lotu. W tym samym roku w Brescii powtórzył ten sukces w konkursie na wysokość. W 1910 roku przeleciał najdłuższą odległość podczas festiwalu lotniczego w Heliopolis, pokonując 65 km.